# Vitstrupig duva
Vitstrupig duva (Columba vitiensis) är en fågel i familjen duvor inom ordningen duvfåglar.

## Utseende och läte
Vitstrupig duva är en mörk glänsande duva med en trekantig strupfläck vars färg varierar geografiskt, oftast vit till ljusgrå, men i Små Sundaöarna mörk. Lätena varierar något, både djupa och dånande och ett ljusare "COOroo...COOroo...COOroo...".

## Utbredning och systematik
Vitstrupig duva har en vid utbredning från Filippinerna, söderut genom Indonesien till Melanesien och vidare österut till Samoa. Den delas in i åtta underarter med följande utbredning:
- vitiensis-gruppen
  - Columba vitiensis griseogularis – förekommer i Filippinerna, Suluöarna och på öarna utanför norra Borneo
  - Columba vitiensis anthracina – förekommer på Palawan och närliggande öar (Calauit, Comiran och Lambucan)
  - Columba vitiensis metallica – förekommer i Små Sundaöarna
  - Columba vitiensis halmaheira – förekommer från Banggaiöarna, Sulaöarna, Kaiöarna och  Moluckerna till Nya Guinea och Salomonöarna
  - Columba vitiensis leopoldi – förekommer i Vanuatu
  - Columba vitiensis hypoenochroa – förekommer på Nya Kaledonien, Île des Pins och Lojalitetsöarna
  - Columba vitiensis vitiensis – förekommer i Fijiöarna
- Columba vitiensis castaneiceps – förekommer i västra Samoa (Savai'i, Apolima, Manono och Upolu)

Fågeln förekom även tidigare på Lord Howeön i form av underarten godmanae, men denna är numera utdöd.

## Levnadssätt
Vitstrupig duva förekommer från lågland till bergstrakter, inne i skog eller i skogsbryn. Framför allt på mindre öar kan den också ses nära bebyggelse. Den födosöker både i träden och på marken.

## Status
Arten har ett stort utbredningsområde och beståndet anses stabilt. Internationella naturvårdsunionen IUCN listar den därför som livskraftig (LC).

## Bilder

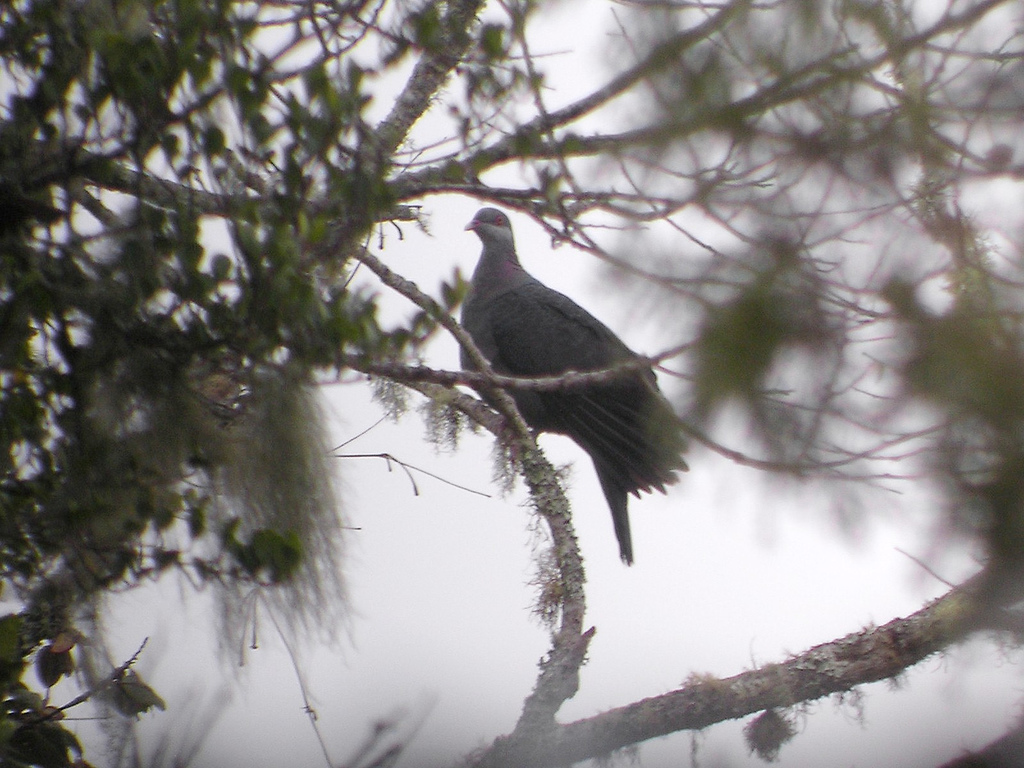
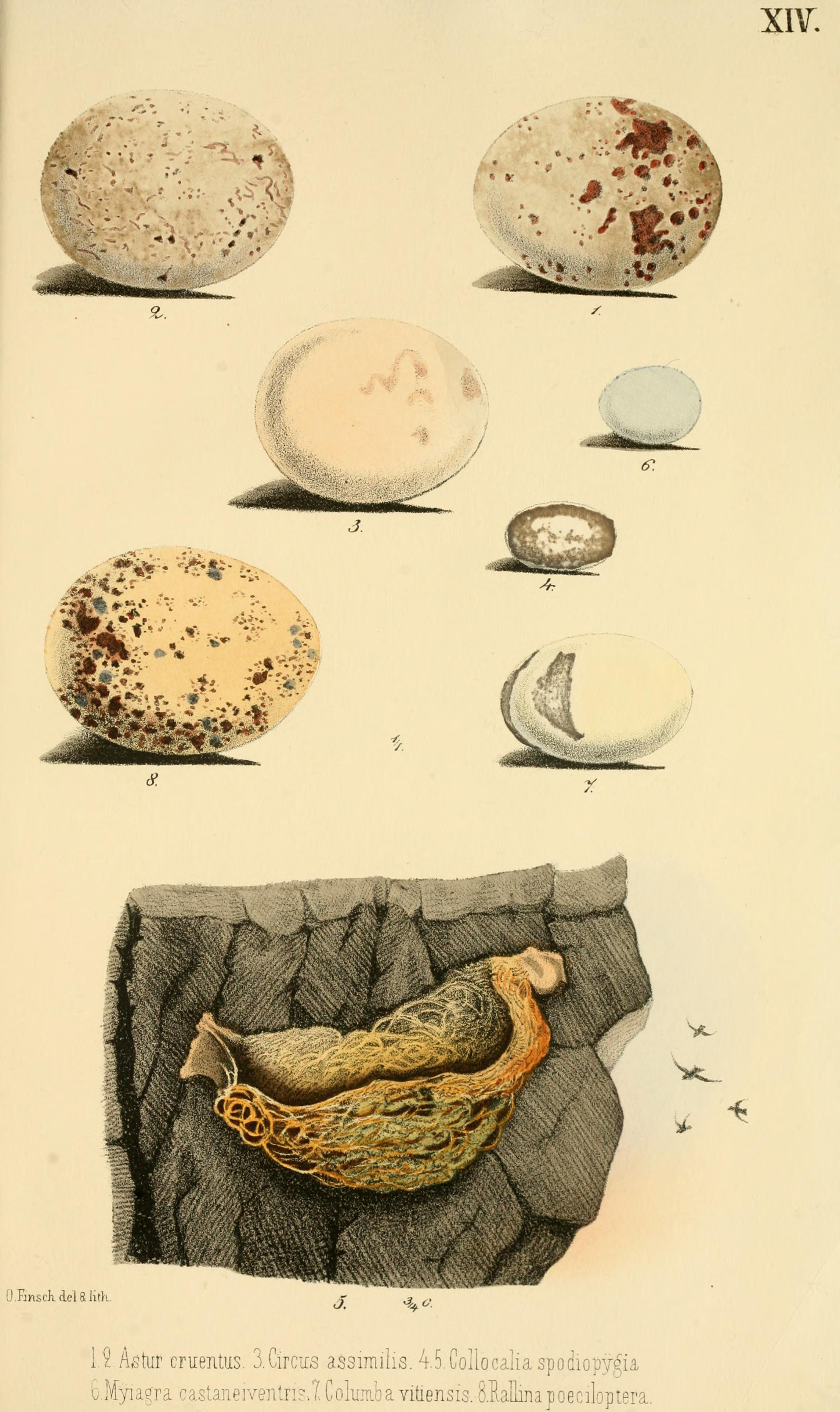
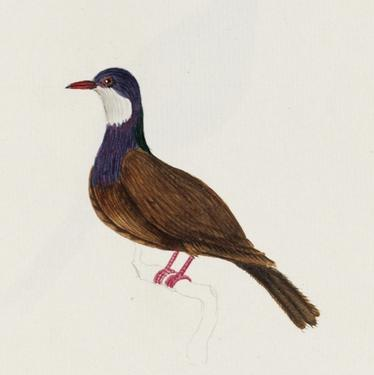
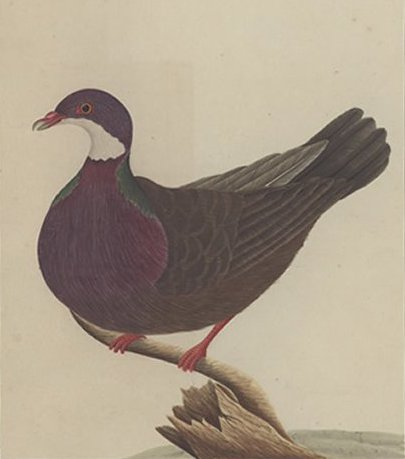